# Naval (Biliran)
Naval es un municipio de cuarta clase en la provincia de Biliran, Filipinas. Es la capital municipal de Biliran. Conforme al censo de 2015, tiene una población de 54 692 habitantes  distribuidos en 7.990 viviendas.

## Barangayes
Naval se subdivide administrativamente en 26 barangayes.
| - Agpangi - Anislagan - Atipolo - Calumpang - Capiñahan - Caraycaray - Catmon - Haguikhikan - Padre Inocentes García (Pob.) - Libertad - Lico - Lucsoon - Mabini | - San Pablo - Santo Niño - Santissimo Rosario Pob. (Santo Rosa) - Talustusan - Villa Caneja - Villa Consuelo - Borac - Cabungaan - Imelda - Larrazabal - Libtong - Padre Sergio Eamiguel - Sabang |